# Orden de las Santas Olga y Sofía
La Real Orden de las Santas Olga y Sofía (en griego, Τάγμα των Αγίων Όλγας και Σοφίαςes) es una orden de caballería del Reino de Grecia destinada a las mujeres. Tras la abolición de la monarquía, se tratada de una orden dinástica de la familia real griega.

## Historia
Fue fundada en enero de 1936 tras la restauración de la monarquía griega en la persona de Jorge II junto con su equivalente masculina, la orden de los Santos Jorge y Constantino. El monarca la fundó en memoria de su abuela, Olga de Rusia, y su madre, Sofía de Prusia, mediante la advocación de sus santas patronas: Olga de Kiev y Sofía de Roma.
En la actualidad continúa siendo otorgada como orden dinástica.

## Estructura
Las reinas de Grecia son grandes maestres perpetuas de la orden. 
La orden cuenta con cuatro grados:
- damas de gran cruz, (otorgada también en categoría especial)
- damas de segunda clase,
- damas de tercera clase,
- damas de cuarta clase.

## Insignia
La insignia de la orden consistía en un medallón circular esmaltado. El medallón contaba en el centro con una cruz patada blanca con los bordes rojos sobre un fondo dorado, similar a la de la cruz del Dannebrog danesa, lugar de origen del primer monarca heleno de su dinastía, Jorge I. A ambos lados del brazo inferior de la cruz se disponían las representaciones de las santas patronas de la orden, en pie y con un estilo similar al de los iconos. El medallón se rodeaba con un borde oscuro en el que  se inscribía AΓΓA COΦIA AΓΓA OΛΓA (Santa Sofía Santa Olga). En la parte superior del borde, una corona real remataba la cruz.
En el caso de los medallones de las segunda y tercera clase la parte superior del borde presentaba  tres corazones y dos leones recortados sobre el oro del medallón dispuestos bajo la corona real (que en este caso coronaba la parte superior del borde, y no la cruz). El medallón de la cuarta clase era de plata.
La cinta de la orden era azul oscuro con pequeñas listas blancas alternando de forma perpendicular al borde.